# جامعة قرطبة الأهلية
جامعة قرطبة الاهلية هي جامعة أهلية تقع شرق نهر الفرات في مدينة الكوفة ضمن محافظة النجف، أسست عام 2024.

## كليات الجامعة
كلية طب الأسنان 
كلية التربية البدنية وعلوم الرياضة 
كلية العلوم الاساسية